# تشمال (بختیاری)
تشمال یا تُشمال از مناصب حکومتی ایران از دوره مغول تا اواخر دوره صفوی است که با عنوان امیر نیز آمده‌است.
گرهارد دورفر توشمال را واژه‌ای ترکی دانسته و این معانی را برای آن ذکر کرده‌است: مأمور عالی مقام مَحرم، مأمور جمع‌آوری مالیات، و فرستاده شاه و وزیر در مجمع نظامیان و دیوانیان عالی مقام.
توشمال در ترکی به همان معانی مغولی است و به سالخوردگان با تجربه و وزیر و صاحب منصب عالی مقام نیز گفته می‌شود.
توشمال در ایلام و لرستان به رئیس ایل اطلاق می‌گردد. از وظایف عمده توشمال افزون بر حفظ امنیت و نظارت بر امور مختلف ایل که از طریق پلیس و انتظامات صورت می‌گرفت و همچنین جمع‌آوری مالیات مرسوم بود. عنوان کریم خان زند، توشمال بود و او را توشمال کریم می‌خواندند که در آن دوره به معنای «سر ایل» و «بزرگتر قوم» بود.
محمد هاشم آصف (رستم الحکما) نام توشمال کریم زند بکله پادشاه زندیان را در میان پهلوانان و عیاران صاحب نام در کتاب رستم‌التواریخ ذکر کرده‌است.
... و از هر طرف سر ایلان طاغی و یاغی مانند توشمال کریم‌خان زند و امثالش در منازعه با همدیگر هلاک حرث و نسل نمایند و در کشمکش ملک و مال و جاه و جلال جنگ و جدال کنند.
در کتاب رستم‌التواریخ در ارتباط با عنوان توشمال و کشته شدن علیمردان خان بختیاری به دست توشمال کریم‌خان زند چنین آمده‌است:
اما بعد چون عالیجاه توشمال کریم خان زند وکیل الدولهٔ زند همت بلند، حسب الحکم عالیجاه علیمردان خان بختیاری به جانب فارس با دبدبه و کوکبه و دستگاه شاهانه رفته… به تهیهٔ اسباب ریاست و آلات فرمانروایی مشغول گردیده مخالف دستور العمل علیمردان خان رفتار می‌نمود، کیفیت رفتارش را جاسوسان هوشمند به عرض عالیجاه علیمردان خان مختارالدوله رساندند…
آن عالیجاه خندید و گفت می‌فرستم چکمه‌هایش را پر از ریگ به گردنش انداخته و با دست بسته و خواری بیاورندش… سپس شروع نمود به مذمت توشمال کریم خان و نسبت نمک به حرامی و خیانت به او داده و دشنام بسیار به او گفت… خوانین زند از او رنجیدند و خبر به توشمال کریم خان رساندند… محمد خان زند دوستدار کریم خان در نبرد علیمردان خان بختیاری را بشکست و خوانین زند شمشیرها را برآوردند و توابع علیمردان خان بختیاری را قتل و غارت کردند… عالیجاه کریم خان زند قوت و استعدادش بیش شده و والا جاه شاه اسماعیل مذکور را بر مسند شاهی نشانیده و او را شاه در همه امور ساکت و بی‌اختیار و خود وکیل صاحب اختیار و فرمانروای کامکار شد.
عباس عزاوی محقق عراقی در ذکر رویدادهای سال‌های ۸۱۴ تا ۹۴۱ ه‍. ق، حاکم موصل را توشمال زینل معرفی کرده‌است.
در فرهنگ سه زبانه سده سیزدهم/ نوزدهم، توشمال به‌معنای وزیر و گماشته و نیز صاحب منصبی به کار رفته که مسئولیت دخل و خرج را بر عهده داشته‌است.
در زمان شاه عباس اول (۹۹۶–۱۰۳۸)، توشمال باشی در امور سیاسی‌هم دخالت می‌کرده‌است. زینل‌بیگ بیگدلی شاملو و توشمال باشی، سفیر شاه عباس به دربار جهانگیر در هند، تأثیر بسزایی در مسئله قندهار و حمله صفویان به آنجا داشته‌است.
تُشمال نامِ نوازندگان محلیِ بختیاری‌ها است. تشمال‌ها در ایلِ بختیاری در مناسبت‌های گونه گون ازجمله در مراسم عروسی، مراسم عزا، مراسم جنگ‌ها می‌نواختند. به روشِ نواختنِ موسیقی در مراسمِ عزا که به روشِ محزونی است اصطلاحاً چپ گفته می‌شود و در چنین مواقعی می‌گویند تشمال چپ می‌نوازد. تشمال نوازندگان به نامی همچون استاد قپونی و د ر حال حاضر استادانی همچون نورالله مومن نژاد و مرتضی قاسمی و ... این نوازندگی را رواج خواهند داد...طایفه توشمال بختیاری  از شاخه هفت لنگ و چهارلنگ بختیاری هستند

## پیشینه کرنا در ادبیات فارسی
فردوسی:

بیارای پیلان بزنگ و درای، جهان پر کن از نالهٔ کرنای
چو بشنید خاقان بزد کرنای، تو گفتی که کوه اندر آمد ز جای
بقلب اندرون توس نوذر بپای، به پیش سپه کوس با کرنای
سوی میمنه توس نوذر بپای، دل کوه پر نالهی کرنای/
چوگودرز کشواد بر میسره، شده کوهآهن همه یکسره/
سپهدار کاووس در قلبگاه، زهرسورده بر کشیده سپاه/
بپیش سپاه اندرون پیلتن، که در جنگ هرگز ندیدی شکن
نظامی:
ناله کرنای و روئین خم، در جگر کرده زهره‌ها را گم
به غلغل درآمد جرس با درای، بجوشید خون از دم کرنای
خاقانی:
کوس حاج است که دیو از فزعش گردد کر،
زو چو کرنای سلیمان دم عنقا شنوند

## واژه شناسی
واژهٔ تشمال در زبان بختیاری به سه معنی به کار رفته‌است. یکی از آنها اشاره به نام یکی از طوایف بختیاری است که به این طایفه تشمال گفته می‌شود(مانند طایفه توشمال زراسوند که از خوانین بختیاری و زراسوند میباشند). یکی دیگر از معانی برای نامیدن بزرگان استفاده میشده مثلا در طایفه زلکی،ولی کاربرد مصطلحِ آن به معنی نوازندهٔ محلی است. 
در برخی مناطق به تشمالها  میشکال یامیرشکار یا امیرشکارهم می‌گویند
توشمال یا تشمال یا تشمعیل واژه ای مغولی است که پس از تسلط مغولان بر ایران وارد زبان فارسی گردید. 
علامه دهخدا در  فرهنگ دهخدا کلمه توشمال را چنین تعریف کرده‌است:« توشمال یعنی خوان سالار ، خوان = سفره ، سالار = رئیس و مسئول ، پس توشمال یعنی مسئول سفره.  در زبان گرجی به محل آشپزخانه توشمالی گفته می‌شود. دهخدا می گوید این لغت اصولا مغولی است و مخالفان کریم خان زند از آن به صورت اهانت آمیز برای وی استفاده می کردند.(ولی در ظاهر لغت تشمال بزرگی را میرسانده و نه تحقیر زیرا در طایفه زلکی بزرگان با پیشوند توشمال خطاب میشدند.مثلا تشمال عیدی محمد و کریمخان زند هم در طایفه خودش به توشمال کریم معروف بوده).در طایفه زراسوند  تیره تشمال وجود دارد که از خوانین زراسوند  میباشند.
در بختیاری به نوازندگان محلی نیز توشمال می گویند.
- طایفه توشمال از  ایل چهارلنگ و هفت لنگ بختیاری

## سازها
آلات موسیقی تشمال‌ها بسیار ساده و شامل کَرنا یا(سُرنا) و دُهُل  است. دهل از پوست گوسفند و توسط خود آن‌ها ساخته می‌شود. تشمالها دو نوع کرنا دارند. از نوع بزرگ در عروسیها و از نوع کوچک آن که به ساز چپی مشهور است، در عزاداریها استفاده می‌کنند.
کرنا به فتح کاف یکی از کهن‌ترین سازهای بادی ایران است که در خانواده سازهای بادی قمیش دار دسته‌بندی می‌شود.
بر اساس نوشته‌های تاریخی و اشیاء مکشوفه از امپراطوری هخامنشی، پیشینه ۲۵۰۰ ساله اش، قطعی به نظر می‌رسد
. هرودوت مورخ یونانی عهد باستان می‌نویسد: «در زمان کورش بزرگ، سپاهیان با صدای شیپور حاضر باش، رهسپار میدان جنگ می‌شدند.» به دلایلی که خواهد آمد، شیپور مورد نظر هرودوت، همان ساز کرناست.
استرابون دیگر مورخ یونانی، نشانی دقیق تری به ما می‌دهد. وی با اشاره به دوره‌های آموزشی شاهزادگان و امیر زادگان هخامنشی می‌نویسد: «هر روز پیش از دمیدن آفتاب، جوانان با صدای کرنا به تمرین‌های نظامی فرا خوانده می‌شدند. مربیان، پسران را به دسته‌های ۵۰ نفری تقسیم می‌کردند و ریاست هر دسته را به یکی از پسران شاه یا یکی از امیر زادگان می‌سپردند.»
بر این اساس معلوم می‌شود کرنا در گذشته یک ساز حکومتی بوده و برای اعلان‌ها، جشن‌ها و جنگ‌ها به کارت.می‌رفته‌است هم اینک در مجموعه نغمات کرنای بختیاری، آهنگی به نام سواربازی وجود دارد که در گذشته نه چندان دور به هنگام نبردهای درون قومی و برون قومی بختیاری‌ها نیز نواخته می‌شده‌است. این موضوع می‌تواند نشانی از پیشینه کرنا در مصارف جنگی باشده
اما سندی از این بهتر، یک کرنای(شیپوره )مفرغی است که در سال ۱۳۳۶ خورشیدی (۱۹۵۷ میلادی) از قبر داریوش سوم پیدا شد. طول این نمونه منحصر به فرد ۱۲۰، قطر دهانه خروجی اش ۵۰ و قطر دهانه ورودی اش ۵ سانتی‌متر است و هم اینک در موزه تخت جمشید استان فارس نگهداری می‌شود
کرنای یاد شده به کرنای هخامنشی نیز شهرت دارد. با توجه به این که معمولاً در مقبره پادشاهان عهد باستان، اشیاء گرانقیمت و حاوی افتخار دفن می‌شده‌است، چنین به نظر می‌رسد کرنا در ساختار حکومتی هخامنشیان، چیزی بیش از یک ابزار موسیقایی بوده و احتمالاً نمادی از قدرت امپراطوری محسوب می‌شده‌است.
با توجه به مستندات تاریخی، چنین می‌نماید منطقه فارس واقع در جنوب ایران، یگانه خاستگاه اصلی این ساز باشد. به همین دلیل در بیشتر نوشته‌های تاریخی همواره از آن به عنوان کرنای فارس یاد می‌شود. 
نگاهی به ساختمان کرنای هخامنشی، نشان می‌دهد که این ساز جد کرنای امروزی است. دهانه ورودی کرنای هخامنشی ۵ سانتی‌متر قطر دارد و پر واضح است که هیچ نوازنده‌ای نمی‌تواند آن را در دهان خود قرار دهد. در واقع چیزی که از عهد باستان بر جای مانده، تنها بخشی از بدنه کرناست و دو بخش دیگرش که غیر فلزی بوده‌اند، به مرور زمان پوسیده‌اند.

## پیشینه کرنا در ادبیات فارسی
فردوسی:
بیارای پیلان بزنگ و درای، جهان پر کن از نالهٔ کرنای
چو بشنید خاقان بزد کرنای، تو گفتی که کوه اندر آمد ز جای
بقلب اندرون توس نوذر بپای، به پیش سپه کوس با کرنای
سوی میمنه توس نوذر بپای، دل کوه پر نالهی کرنای/چوگودرز کشواد بر میسره، شده کوهآهن همه یکسره/سپهدار کاووس در قلبگاه، زهرسورده بر کشیده سپاه/بپیش سپاه اندرون پیلتن، که در جنگ هرگز ندیدی شکن نظامی:
ناله کرنای و روئین خم، در جگر کرده زهره‌ها را گم
به غلغل درآمد جرس با درای، بجوشید خون از دم کرنای
خاقانی:
کوس حاج است که دیو از فزعش گردد کر، زو چو کرنای سلیمان دم عنقا شنوند

## گذران زندگی
تشمال‌ها بجز نوازندگی، کارهای خدماتی مانند کمک در برگزاری مراسم عزاداری و عروسی، آرایشگری، و کشیدن دندان را نیز انجام می‌دادند. ساززدن،  آن‌ها علاوه بر عروسی و عزاداری ساز هم می‌زدند.
تشمال‌ها اگرچه زمین برای کشاورزی در اختیار نداشتند ولی با کار و شغل خود در خدمت ایل بودند. برخلاف امروز برای انجام مراسم مختلف، دستمزدی نمی‌گرفتند و درآمد آن‌ها تنها سهمی بود که در آخر سال از محصول نصیبشان می‌شد یا آنچه تحت عنوان شاباش و انعام از مدعوین می‌گرفتند. هرفت
هم اکنون تشمال یکی از تیره‌های طایفهٔ زراسوند است.